# Appiano Gentile
Appiano Gentile – miejscowość i gmina we Włoszech, w regionie Lombardia, w prowincji Como.
Według danych na rok 2004 gminę zamieszkiwało 7058 osób, 588,2 os./km².
W miejscowości tej znajduje się ośrodek treningowy Interu Mediolan.